# بيتر يوهانس فان
بيتر يوهانس فان (بالهولندية: Pieter van Rhijn)‏ (و. 1886 – 1960 م) هو عالم فلك، وأستاذ جامعي من مملكة هولندا . ولد في جودا .
توفي عن عمر يناهز 74 عاماً.

## مناصب وهيئات
أدار جامعة خرونينغن.